# Linas Adomaitis
Linas Adomaitis (ur. 10 kwietnia 1976 w Kownie) – litewski piosenkarz.
Współzałożyciel i wokalista zespołów L+ (w latach 1995-2000) i Backpacers (2007), założyciel projektu muzycznego UAB Music w 2002, członek duetu Linas & Simona (2004-2008). Reprezentant Litwy w 49. Konkursie Piosenki Eurowizji (2004).

## Życiorys
Urodził się w rodzinie skrzypków. Uczył się w gimnazjum muzycznym w Kownie, a od 1994 – w Litewskiej Akademii Muzycznej na wydziale skrzypiec (I stopień) i reżyserii dźwięku (II stopień). W 1995 roku został wokalistą zespołu L+, z którym zadebiutował dwa lata później albumem pt. Pasilik promowanym przez singiel „Ar tu ją matei?”. W tym samym roku otrzymał z zespołem nagrodę „Bravo” za debiut roku.
Do końca lat 90. wydał z zespołem jeszcze trzy płyty: Noriu pakalbėt (1998), Lauko vidury (1998) i Namai (1999). W 2000 roku wydali album kompilacyjny pt. Geriausios dainos, na którym umieścili swoje najpopularniejsze utwory oraz premierową piosenkę „Buvo vasara”. Niedługo później grupa zakończyła działalność, a Adomaitis rozpoczął karierę solową.

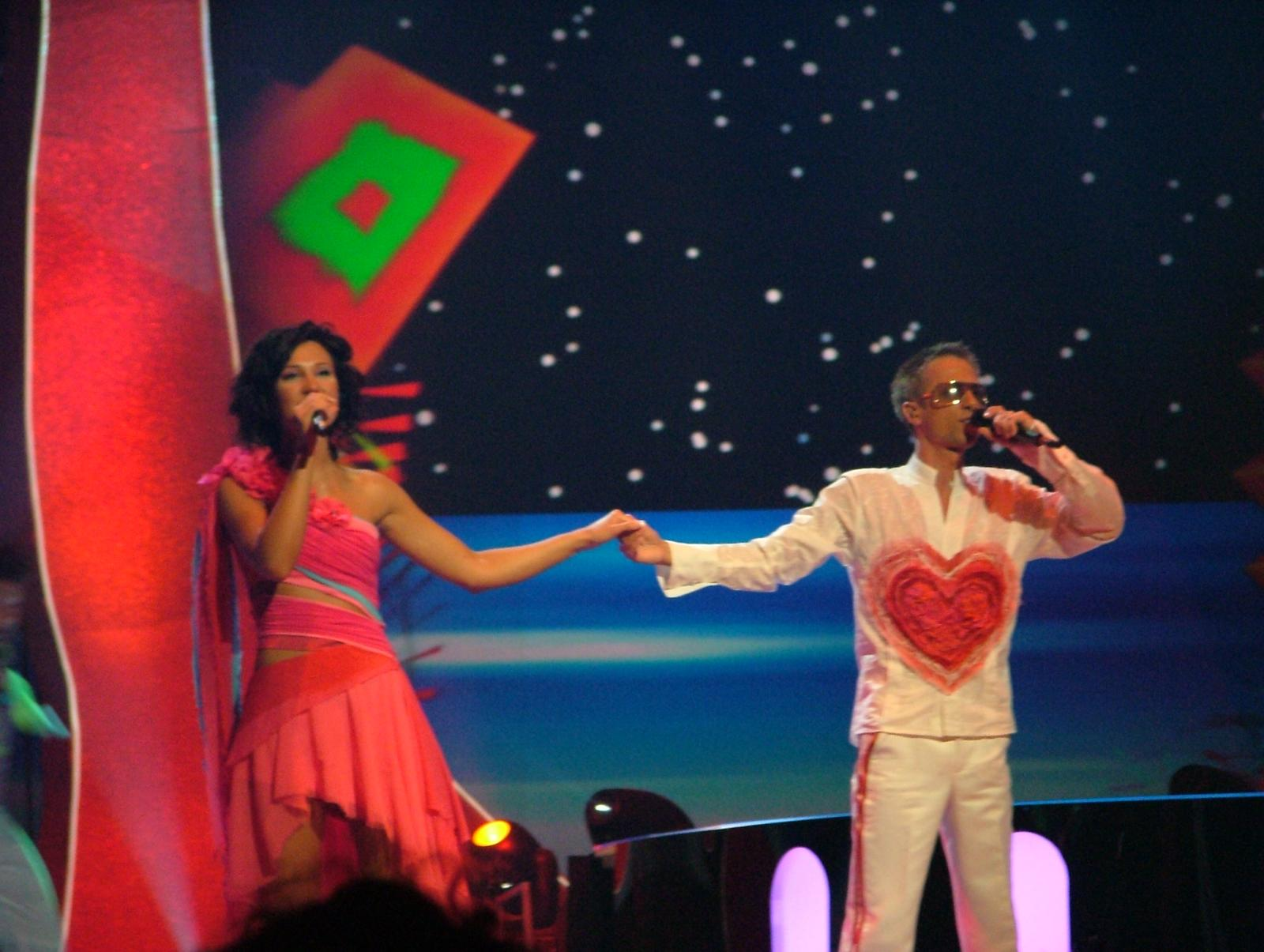
Linas i Simona podczas 49. Konkursu Piosenki Eurowizji (2004)

W 2001 roku przyjął pseudonim artystyczny Adoms oraz wydał album pt. Q-Ba-Ba. W 2002 roku razem z basistą Aurelijusem Morlencasem założył projekt muzyczny – UAB Music, w którym promowali tradycyjną muzykę soulową, popową, R&B-ową, funkową i jazzową. W 2003 roku wydali album pt. Nr.1. W 2004 roku do składu dołączyła Simona Jakubėnaitė, z którą Adomaitis nagrał utwór „What Happened to Your Love”. Z piosenką dostali się do programu „Eurovizijos” dainų konkurso nacionalinė atranka. W lutym 2004 zwyciężyli w finale show, dzięki czemu zostali reprezentantami Litwy w 49. Konkursie Piosenki Eurowizji organizowanym w Stambule. 12 maja wystąpili w półfinale Eurowizji 2004 i zajęli 16. miejsce, przez co nie awansowali do finału. Po udziale w konkursie nagrał z Jakubėnaitė album pt. I Love U, który wydali w 2005 i promowali utworem „Fight for Love and Freedom”, który nagrali z Rusłaną, zwyciężczynią Eurowizji 2004.
Na początku 2007 roku razem z gitarzystą Hokshilą Andradem założył projekt muzyczny Backpackers, z którym podróżował po krajach Ameryki Środkowej i jamował na plażach, w lokalnych barach i po dżungli. W sierpniu 2007 wydał z zespołem album pt. If There Was No War, a także płytę koncertową z Jakubėnaitė pt. Live. Kilka tygodni po wydaniu płyty If There Was No War zespół Backpackers zakończył działalność.
W 2008 roku wydał drugi solowy album pt. Window of My Soul. W kolejnych latach premierę miały następne płyty w dorobku artysty: Dulkių spindesys (2011), Floating to You (2012) oraz album kompilacyjny pt. 15 metų scenoje (2012). W 2014 roku premierę miało dwupłytowe wydawnictwo Adomaitisa pt. Laiko mašina, przy czym na pierwszej płycie znalazły się akustyczne utwory, a na drugiej – piosenki elektroniczne.

## Dyskografia
Solowe
- Q-Ba-Ba (2001)
- Window of My Soul (2008)
- Dulkių spindesys (2011)
- Floating to You (2012)
- 15 metų scenoje (2012; album kompilacyjny)
- Laiko mašina (2014)

Wydane z L+
- Pasilik (1997)
- Lauko vidury (1998)
- Noriu pakalbėt (1998)
- Namai (1999)
- Geriausios dainos (2000; album kompilacyjny)

Wydane z UAB Music
- Nr.1 (2002)

Wydane z Simoną Jakubėnaitė
- I Love U (2005)
- Live (2007; album koncertowy)

Wydane z Backpachers
- If There Was No War (2007)